# Casa al carrer Jaume Palau, 2 (Bellvei)
La Casa al carrer Jaume Palau, 2 és una obra de Bellvei (Baix Penedès) inclosa a l'Inventari del Patrimoni Arquitectònic de Catalunya.

## Descripció
Edifici de tres pisos en la façana principal. Els baixos tenen una porta d'arc escarser amb la data de 1870. El primer pis hi ha un balcó amb barana de ferro. Les golfes presenten unes finestres rectangulars. Al costat dret hi ha, a la part inferior, dues finestres de diferent mida. A sobre trobem tres arcades de mig punt.
La façana lateral té cinc arcades de mig punt separades per una barana de ferro al pis superior. Al pis inferior hi ha una porta de llinda i una finestra quadrada a la dreta.

## Història
Segons una de les fotografies exposades a l'ajuntament, es pot veure que a principis de segle la casa no tenia les arcades de mig punt actuals.